# Marina Delgado
Marina Melani Delgado (Mar del Plata, 12 de junio de 1995) es una futbolista argentina que juega como lateral. Juega en el Atlético de San Luis de la Liga MX Femenil de México y en la selección nacional de Argentina.

## Carrera internacional
Marina hizo su debut con Argentina el 7 de noviembre de 2019, en un amistoso ganado por Argentina (2-1) contra Paraguay .

## Clubes
| Club                 | País      | Año         |
| -------------------- | --------- | ----------- |
| Urquiza (MDP)        | Argentina | 2013        |
| Boca Juniors (MDP)   | Argentina | 2014 - 2015 |
| UAI Urquiza          | Argentina | 2016 - 2022 |
| FC Lokomotiv Moscú   | Rusia     | 2023        |
| Atlético de San Luis | México    | 2023 - 2024 |

## Honores y premios
Urquiza (MDP)
- Liga Marplatense FuFFeMa : 2013

UAI Urquiza
- Primera División A : 2018-19